# Martin Saller (Journalist)
Martin Saller (* 1916; † April 2005) war ein deutscher Journalist. Er war Chefredakteur des Hamburger Abendblatts.

## Leben
Saller war als Journalist in Straßburg und München tätig, dann wurde er Mitarbeiter des Hamburger Abendblatts. Von 1950 bis 1956 gehörte er der Politikredaktion des Blattes an und stieg in dieser Zeit zum Leiter des Abteilung für Außenpolitik auf. Ab 1956 berichtete er als Korrespondent aus Paris. Im Juli 1965 wurde er zum Chefredakteur des Hamburger Abendblatts befördert.
Ende Juli 1969 gab er das Amt des Chefredakteurs der Hamburger Tageszeitung auf, Saller wurde beauftragt, für den Axel-Springer-Verlag eine Außenstelle in Tokio aufzubauen und anschließend zu leiten. Von diesem Büro aus war er für die Ostasien-Berichterstattung zuständig. Später arbeitete er für denselben Verlag in Wien.